# Горан Стевановић (лекар)
Горан Стевановић (Београд, 1972) српски је лекар-имунолог, доцент на Медицинском факултету Универзитета у Београду, директор Клинике за инфективне и тропске болести Клиничког центра Србије и члан Кризног штаба Владе Републике Србије током пандемије ковида 19.

## Биографија
Рођен је 1972. године у Београду, где је завршио основну и средњу школу. Дипломирао је на Медицинском факултету Универзитета у Београду 1. јула 1996. године. Од 24. августа 2000. године је запослен у Клиници за инфективне и тропске болести Клиничког центра Србије.
Специјалистички испит из имунологије је положио 2001. године. Примљен је за асистента на Медицинском факултету Универзитета у Београду 2003. године.
Докторирао је 2012. године, одбранивши тезу „Клинички значај ванплућне туберкулозе у диференцијалној дијагнози нејасног фебрилног стања“, под менторством Мијомира Пелемиша.
Јула 2013. године, изабран је у звање доцента на Катедри за инфективне болести Медицинског факултета Универзитета у Београду. Тренутно обавља и дужност начелника Клинике за инфективне и тропске болести Клиничког центра Србије.

### Епидемија
Стевановић је именован за члана Кризног штаба Владе Републике Србије за време пандемије ковида 19 у Србији.
Због заслуга у сузбијању пандемије, председник Републике Србије Александар Вучић је на Дан примирја у Првом светском рату 11. новембра 2020. године, Стевановића одликовао Орденом Карађорђеве звезде другог степена.

## Награде и признања

### Одликовања
- Орден Карађорђеве звезде другог степена (11.11.2020)[3]